# General Electric CF34
El General Electric CF34 es un motor civil usado en varios aviones de línea regional y de negocios. Fue desarrollado por la compañía estadounidense GE Aircraft Engines a comienzos de los años 1980. Es un derivado del motor militar TF34, que es usado en los aviones A-10 Thunderbolt II y S-3 Viking.

## Aplicaciones

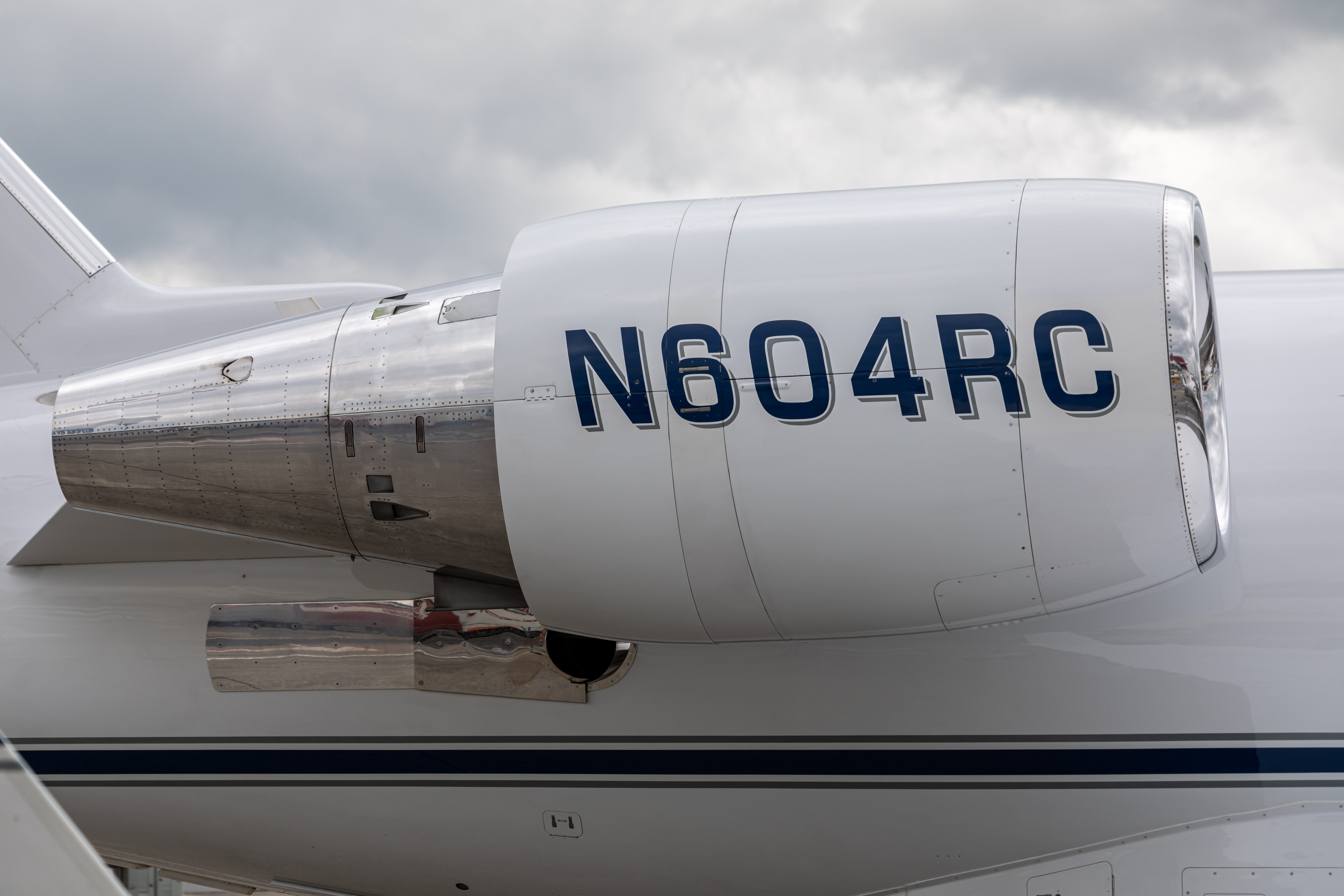
Bombardier CL-604

CF34-1
- Bombardier CL-601-1A
- Bombardier CL-601-1A/ER

CF34-3A
- Bombardier CL-601-3A

CF34-3A1
- Bombardier CRJ100 ER/LR

CF34-3A2
CF34-3B
- Bombardier CL-604
- Bombardier CL-605

CF34-3B1
- Bombardier CRJ200 ER/LR
- Bombardier CRJ440 ER/LR

CF34-8C1
- Bombardier CRJ700 (Serie 701)

CF34-8C5
- Bombardier CRJ700 (Serie 705)
- Bombardier CRJ900
- Bombardier CRJ900 NextGen

CF34-8C5A1
- Bombardier CRJ1000 NextGen

CF34-8C5A2
- Bombardier CRJ1000 NextGen

CF34-8C5B1
- Bombardier CRJ700 NextGen

CF34-8E
- Embraer E-170
- Embraer E-175

CF34-10A
- COMAC ARJ21

CF34-10E
- Embraer E-190
- Embraer E-195

### Desarrollos relacionados
- General Electric TF34

### Motores similares
- Lycoming YF102
- PowerJet SaM146
- Progress D-436
- Pratt & Whitney PW6000
- Rolls-Royce BR700

### Listas relacionadas
- Anexo:Motores aeronáuticos